# Shrauta
Sjrauta (Sanskriet: श्रौत, IAST: śrauta, behorend tot sjruti) is alles wat op de Veda's is gebaseerd, vooral de rituelen rond de offers (yajna) die de Vedische priesters (ritvij) uitvoerden.
De rituelen worden in de Veda's zelf beschreven. In de eerdere Rigveda waren mensen en goden nog gelijkwaardig en werden de goden uitgenodigd om deel te nemen aan de rituelen. Deze Rigvedische rituelen waren nog beperkt in omvang, maar vanaf de Kuru-reformatie en de Brahmana's nam de complexiteit van de rituelen toe en waren er meer priesters nodig. Met name de Sjatapatha-Brahmana beschrijft de rituelen in detail. Met de sjrauta-rituelen konden de brahmanen de goden in toom houden, wat hun positie binnen het ontluikende Indische kastenstelsel verstevigde en uiteindelijk de dominante varna maakte.
In de sjrautasoetra's werden de rituelen verder uitgediept, maar met de komst van de Upanisjaden nam het belang van de sjrauta-rituelen af.